# Oscar Panno
Oscar Panno (Buenos Aires, 17 de março de 1935) é um jogador de xadrez da Argentina, com diversas participações nas Olimpíadas de xadrez.
Panno participou das edições de 1954, 1956, 1958, 1962, 1966, 1968, 1970, 1976, 1986, 1988 e 1992 tendo conquistado a medalha de bronze individual em 1958 no segundo tabuleiro e a de ouro no segundo tabuleiro em 1966. Por equipes, conquistou a medalha de prata em 1954 no terceiro tabuleiro e a medalha de bronze em 1958 e 1962.